# Cova d'El Castillo
La cova d'El Castillo és un jaciment arqueològic enquadrat dins del complex de les coves del Monte Castillo, i està situada a Puente Viesgo. És inclosa en la llista del Patrimoni de la Humanitat de la UNESCO des de juliol del 2008, dins del lloc «Cova d'Altamira i art rupestre paleolític del Nord d'Espanya» (en anglès Cave of Altamira and Paleolithic Cave Art of Northern Spain).
La cova va ser descoberta l'any 1903 per Hermilio Alcalde del Río, un dels pioners en l'estudi de les primeres manifestacions rupestres de Cantàbria. Abans, l'entrada de la cova era més petita que actualment, ja que va ser ampliada amb les primeres excavacions arqueològiques del vestíbul. Les proves recollides al nivell 18 del jaciment arqueològic semblen demostrar la convivència de tots dos Homo fa uns 30.000 anys, mil·lennis abans de les primeres pintures de la mateixa cova i d'Altamira.
A través de l'esmentada entrada, s'accedeix a les diferents sales, on s'ha trobat una llarguíssima seqüència, des del Paleolític inferior fins a l'edat del bronze, amb una estratigrafia que abastaria ni més ni menys que 120.000 anys. A dins, s'hi han trobat més de 150 figures que ja estan catalogades, entre les quals destaquen els gravats de diverses cérvoles amb acabats ratllats a manera d'ombrejat.